# Itchō Itō
Pour les articles homonymes, voir Ito.
Itchō Itō (伊藤 一長, Itō Itchō, 23 août 1945 – 18 avril 2007), né Kazunaga Itō (伊藤 一長, Itō Kazunaga) était un homme politique japonais, et maire de la ville japonaise de Nagasaki, de 1995 à sa mort.

## Biographie
Il fut d'abord conseiller municipal de la ville, avant d'être élu en tant que maire. En tant que représentant de la seconde ville victime de la bombe atomique − qui explosa deux semaines avant sa naissance − il fit un discours à la Cour internationale de justice de La Haye le 7 novembre 1995, et affirma que la détention et l'utilisation des armes nucléaires était une violation du droit international. 
Dans la nuit du 17 avril au 18 avril 2007, alors qu'il briguait une quatrième réélection, il est attaqué devant son siège de campagne et reçoit 2 balles dans le dos. Il décèdera après minuit (heure locale) de ses blessures. 
Ce meurtre a été commis par Tetsuya Shiroo (城尾 哲彌, Shiroo Tetsuya), un yakuza ayant des raccordements avec le Yamaguchi-gumi, qui l'a expliqué par le refus de la municipalité d'accorder un prêt à une entreprise de construction à laquelle il était lié. Condamné à la peine de mort en première instance en mai 2008, la cour d'appel japonaise a commué la peine le mardi 29 septembre 2009 en prison à vie.
C'est le deuxième maire de Nagasaki à être attaqué en pleine rue après Hitoshi Motoshima (en) en 1990.
Le nom japonais d'Itchō Itō a été romanisé Itcho Ito par Mainichi Shimbun et Al Jazeera. CNN a utilisé Iccho Ito alors qu'Asahi Shimbun l'a traduit par Iccho Itoh.